# Pleurocerinella albohalterata
Pleurocerinella albohalterata är en tvåvingeart som beskrevs av Smith 1960. Pleurocerinella albohalterata ingår i släktet Pleurocerinella och familjen stekelflugor. Inga underarter finns listade i Catalogue of Life.